# Settimo Rottaro
Settimo Rottaro es una localidad y comune italiana de la provincia de Turín, región de Piamonte, con 535 habitantes.

## Evolución demográfica
| Gráfica de evolución demográfica de Settimo Rottaro entre 1861 y 2001 |
|                                                                       |
| Fuente ISTAT - elaboración gráfica de Wikipedia                       |